# Carrière journalistique de Henry Fielding

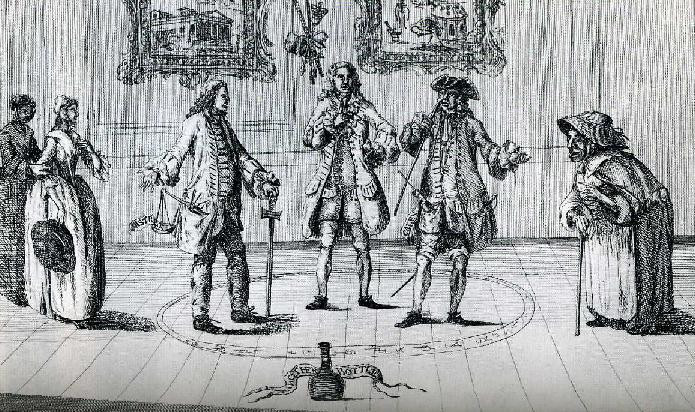
Les Conjurés (1753) de la « Guerre du papier » (The Covent-Garden Journal) ; au centre Fielding (à gauche) et John Hill (à droite).

Avant de devenir l'un des plus illustres romanciers du XVIIIe siècle, Henry Fielding a eu plusieurs carrières en tant qu'écrivain, essayiste, pamphlétaire, dramaturge et journaliste. Si le roman l'a occupé dans la seconde partie de sa vie, le théâtre pendant les dix première années de sa création littéraire, la presse est restée une constante dès ses débuts jusqu'à sa mort.
En général, bien qu'il ait souvent collaboré à des organes dont il n'avait pas la responsabilité directe, il s'est surtout employé à créer ou prendre en charge des revues dont il était le propriétaire ou l'un des actionnaires, et le plus souvent le seul rédacteur. La plupart du temps, comme dans beaucoup de ses pièces, la polémique politique  y demeure l'un des sujets majeurs, sa cible principale étant le premier ministre Robert Walpole, encore que se soit instaurée une sorte de trêve à une certaine époque. Fielding a également résolument et activement combattu par sa plume la rébellion jacobite de 1746. À cet engagement partisan, s'ajoutent nombre d'essais ou articles portant sur des sujets de société ou de morale publique, ainsi qu'une chronique critique de la littérature contemporaine, parfois très virulente et, à l'occasion, peu amène envers ses confrères.
Si donc cette activité ne représente pas la plus glorieuse facette de son génie, elle reste importante par la notoriété parfois sulfureuse qu'elle lui a apportée au même titre que son théâtre et, dans une moindre mesure, ses romans, et aussi parce qu'elle présente un aspect important de son talent d'ironiste et d'humoriste, ses armes privilégiées restant la dérision et le rire. Son expérience journalistique lui a également servi dans sa fiction qui regorge de faits d'actualité, certains en constituant même le sujet (par exemple Shamela et Jonathan Wild), et dont les procédés stylistiques rappellent en partie ceux dont il s'est servi dans ses colonnes.

## Statut du journaliste à l'époque de Fielding

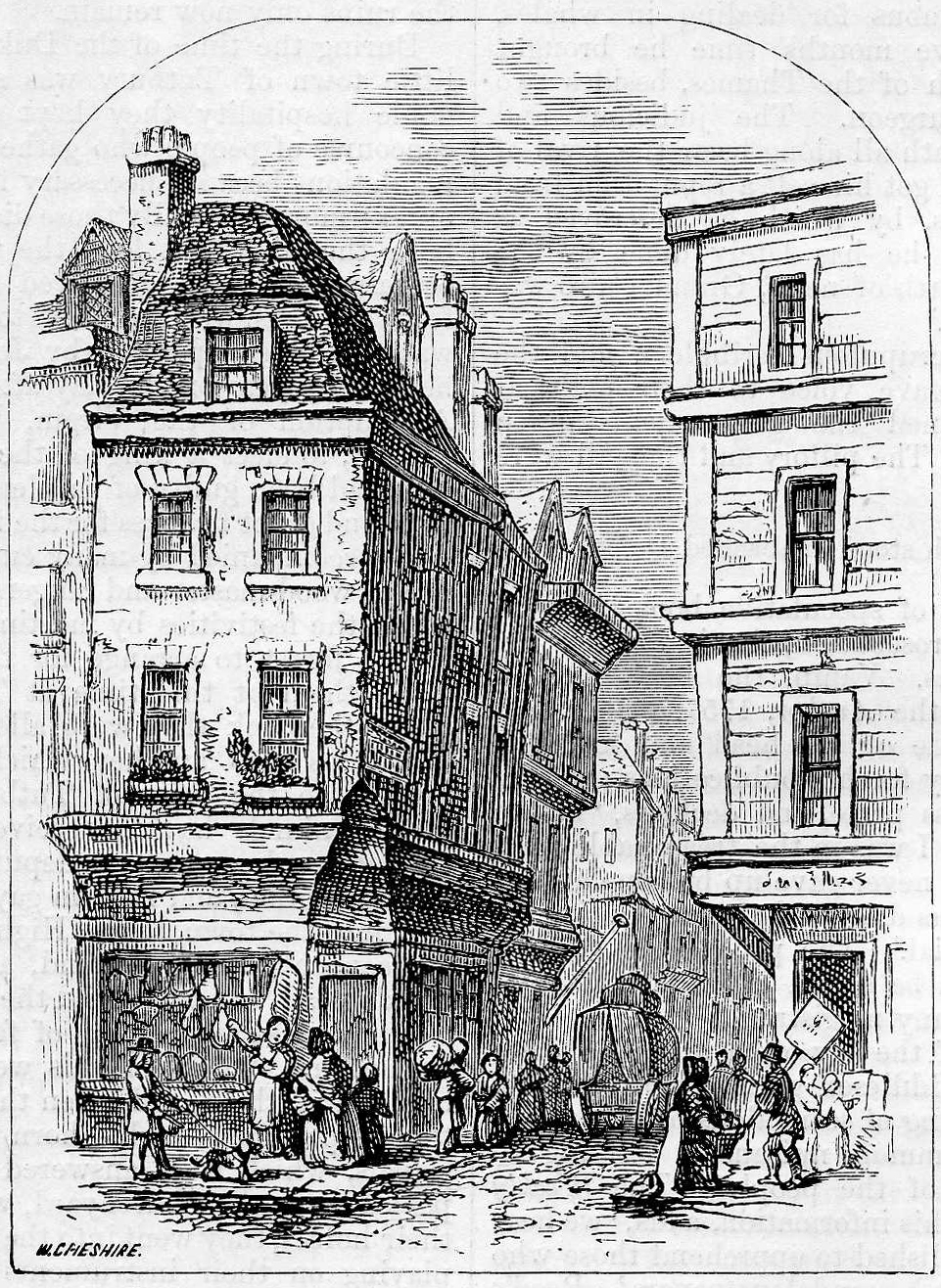
La Grub Street (plus tard Milton Street) au XIXe siècle telle qu'illustrée dans Chambers Book of Days.

L'activité journalistique est alors considérée comme surtout alimentaire (hackwork), Pope mettant par exemple journaux, mélanges, merceries et magazines dans le même sac. Le Grub-street Journal met ses congénères au pilori de la fausse politique, du raccourci vers la connaissance, du mauvais anglais, de la moralité douteuse, tous « parfaitement adaptés à la curiosité et aux capacités de la plupart des gens »,,. Selon Michael Harris, le statut d'auteur de journal est « particulièrement bas » (peculiarly low), surtout parce que les articles sont écrits sur commande et pour l'argent.
Malgré ce handicap et son succès au théâtre, entre 1730 et 1752, Fielding écrit de nombreux essais et devient le principal auteur de différents périodiques. Les avis divergent sur le nombre de ceux auxquels il a collaboré : Goldgar les classe en deux catégories, les sûrs et les moins sûrs ; parmi les premiers figurent The Common Sense (« Le Bon Sens ») (1738), pour lequel il n'aurait écrit qu'une lettre et un essai, le Champion (1739-1740), le True Patriot  « Le Vrai Patriote «) (1745-1746), le Jacobite Journal  (« Le Journal jacobite ») (1747-1748) et le The Covent-Garden Journal (« Le Journal de Covent-Garden »)(1752), avec peut-être une revue éphémère intitulée The History of  Our Own Times  (« L'Actualité de notre temps ») (1741) ; parmi les seconds, et là il s'appuie sur Martin et Ruthe Battestin, sont cités le Fog's Journal, ( Le Journal du brouillard ») le Mist's Journal, (« Le Journal de la brume ») le Comedian, l' Universal Spectator, le Gray's Inn Journal  (« Le Journal de Gray's Inn ») et surtout le Crafstman (« L'Artisan ») contenant quelque quarante essais au cours de la période 1734-1749.
| Date      | Statut                                 | Journaux                                                               |
| --------- | -------------------------------------- | ---------------------------------------------------------------------- |
| 1738      | Étudiant en droit à Middle Temple      | Common Sense, pour lequel Fielding n'a écrit qu'une lettre et un essai |
| 1739-1740 | Entrée au barreau en juin 1740         | Champion                                                               |
| 1745-1746 | Shamela, Joseph Andrews, Jonathan Wild | The True Patriot                                                       |
| 1747-1748 | Tom Jones terminé (publié en 1749)     | The Jacobite's Journal                                                 |
| 1752      | Journalisme (fin)                      | The Covent-Garden's Journal                                            |

## Les journaux «sûrs» (Goldgar)

### The Common Sense
Bien peu est à dire concernant la participation de Henry Fielding à cette publication, puisqu'il a reconnu n'y avoir contribué que deux fois. La première est un essai en forme de lettre signé Pasquin et daté du 21 mai 1737 dans lequel, devant l'imminence de l'adoption du Stage Licensing Act qui est présenté devant la Chambre des communes trois jours plus tard, il revient sur l'affaire Meanwell, justifie sa position, attaque à nouveau Robert Walpole qu'il baptise « Penkhetman le Grand », justifie son patriotisme et se glorifie de ses liens avec l'opposition. Sa conclusion est spirituelle et enlevée, assurant la nation que son théâtre n'a en rien sali l'Angleterre aux yeux de l'Europe et, bien au contraire, l'a grandie par sa dénonciation de la corruption et du crime. Quant à sa seconde intervention, les avis divergent sur sa date, son sujet, voire son existence, encore que Cleary reste convaincu qu'un essai du 4 juin 1737 revenant sur la loi est de sa plume, mais hésite pour situer sa publication, peut-être dans The Crafstman.
.

### LeChampion

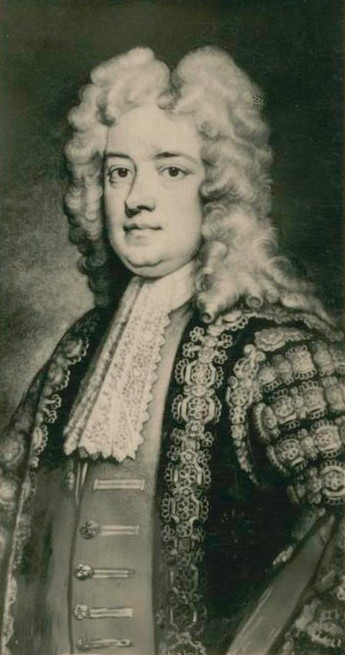
Sir Robert Walpole, premier ministre (1721-1742), probablement par Godfrey Kneller.

La première aventure journalistique de Fielding avec le Champion donne une idée de l'état de la presse à l'époque : bien que Fielding en est le principal collaborateur et en détienne 2/16e des parts, il ne le possède pas ; c'est une entreprise dirigée par une majorité d'actionnaires, en général des libraires désireux d'assurer la publicité de leurs livres et de contrôler le marché de l'édition,. Tous les participants sont très investis dans l'opposition à Robert Walpole, mélangeant humour et piques politiques, comme l'a inauguré Mist's Weekly Journal et ses spirituels successeurs Fog's Weekly Journal, ensuite relayé par Common Sense dès 1737, sous le patronage de deux éminents politiciens amis de Fielding, Lyttleton et Chesterfield. À Common Sense, Fielding n'a adressé qu'une lettre et un essai, mais le style de la publication, frais, policé et humoristique, lui convient parfaitement au point qu'il l'adopte lorsqu'il commence à collaborer avec le Champion.

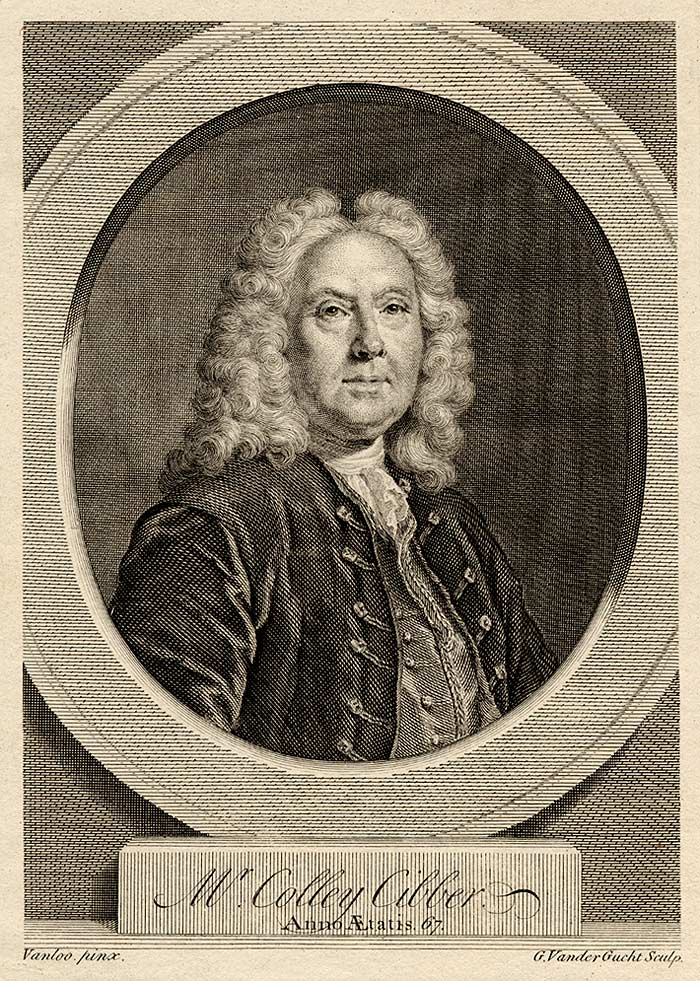
Colley Cibber.

Dès le début de ses publications et de celles de son ami James Ralph, écrivant sous le pseudonyme de « Lilbourne », le parti-pris politique se fait plus accusateur et les ventes grimpent d'autant. Le modèle n'est plus Joseph Addison et Richard Steele, mais l'ancien Craftsman de Nicholas Amhurst fondé en 1726 et franchement hostile au gouvernement whig de Robert Walpole. Walpole devient « Robin Brass » ou « Son Honneur » ou encore « Boyaux » (Guts) et Fielding fait ses délices de brocarder les pertes navales, les ministres corrompus, le déclin des belles-lettres dont témoigne la nomination de Colley Cibber comme Poète Lauréat en 1740 après la publication de son Apology dénoncée comme « une prose détestable » (dreadful prose). Pour autant, Fielding n'a pas vraiment la fibre politicienne, comme il l'écrit dans le journal le 14 février : sans aucun doute, il a des doléances envers Walpole, ne serait-ce que Le Licensing Act de 1737 qui l'a chassé de la scène, mais ce n'est point un idéologue et ses motivations semblent avoir surtout été de rester du côté des gens d'esprit, plutôt que de celui de « Bob, l'ennemi du poète » (Bob, the poet's foe),, c'est-à-dire du Premier Ministre (Robert W.).
Après son intégration au barreau le 17 juin 1740, la participation de Fielding au journal diminue et jusqu'à la fin de l'année, il n'écrit plus que la moitié des éditoriaux, dont certains sont assez mal réussis, comme Voyages of Job Vinegar (« Les Voyages de Job Vinaigre ») en pâle imitation de ceux de Gulliver. C'est aussi l'époque où son attitude envers Walpole s'assouplit, et sa collaboration au Champion semble avoir cessé le 17 février 1741. Pourquoi ce soudain revirement, malgré les moqueries et les piques sur ses tergiversations politiques ? Selon Frederick Ribble, il aurait tourné sa veste pour de l'argent.

### La brève vie duTrue Patriot(«Vrai Patriote»)

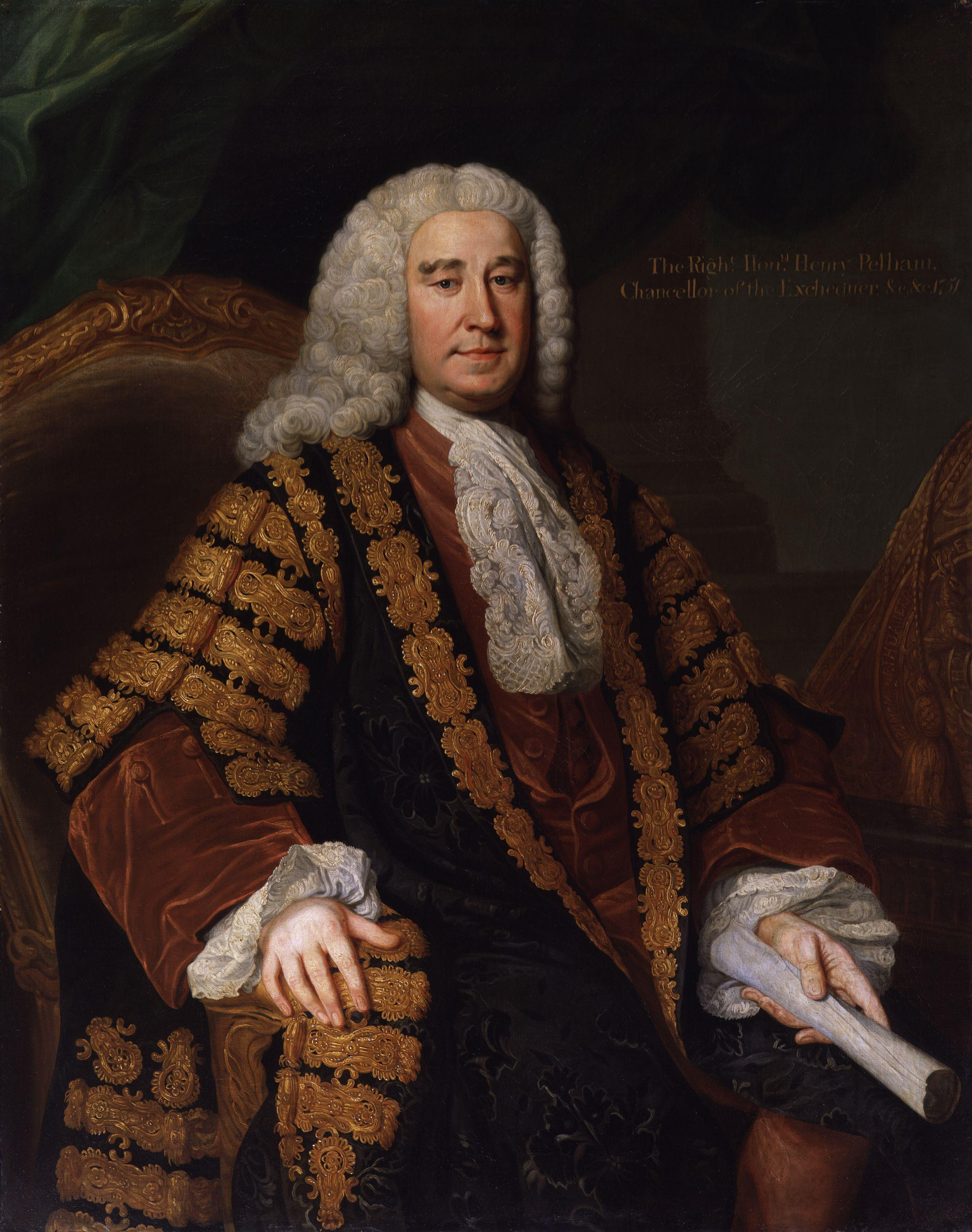
Henry Pelham par William Hoare.

Fielding ne retourne à la presse que le 5 novembre 1745. La scène a beaucoup changé : Walpole est mort, Henry Pelham est premier ministre, le jeune prétendant a débarqué en Écosse, les anciens collaborateurs de l'opposition, Lyttelton, Doddington, Cobham, Chesterfield, sont désormais à des postes de pouvoir.
Le nouveau journal auquel il collabore commence bien, Fielding est en forme et le fait savoir, jouant sur son identité non révélée : est-il Bolingbroke, Chesterfield, Bishop Hoadly (1676–1761), Fielding ? Pourtant, les colonnes sont essentiellement consacrées à la rébellion et il faut attendre plusieurs mois avant qu'il ne retrouve le brillant déployé dans Champion. L'apparition de Parson Adams comme invité d'honneur n'arrange pas les choses : la situation est trop grave, la patrie est en danger et l'humeur n'y est pas. Quelques éclaircies seulement, par exemple les quolibets adressés à l'éphémère passage au pouvoir de Bath et Granville en février, deux jours sans trouver personne désireux de se joindre à eux. Dans l'ensemble, l'humeur reste sombre, les prophéties anti-jacobites et les exaltations patriotiques prenant le pas sur les saillies humoristiques.
À mi-chemin, dans le numéro 14 du Vrai Patriote, Fielding se révèle en tant que tel pour défendre son journal accusé de partialité : il n'a rien d'un écrivain politique, écrit-il, d'ailleurs à quoi cela servirait-il quand le pouvoir « éprouve la plus totale indifférence à l'égard des gens de lettres et le plus grand mépris pour le bien ou le mal qu'ils peuvent dire de lui »,. À en juger par la suite de son plaidoyer, son ardeur politique est sur le déclin, et son idéal tend désormais vers un art moins engagé.
D'ailleurs, après le 17e numéro du 25 février, le journal s'appauvrit encore : la colonne dite « Actualités de la Grande-Bretagne », jusqu'alors essentiellement  consacrées à la rébellion jacobite de 1746 se voit dévolue à de très sérieux essais patriotiques, pour la plupart de la plume de Ralph Allen, tandis que Fielding rédige des éditoriaux sans inspiration, par exemple sur la mode des jupons à crinoline, entrecoupés de panégyriques de la famille royale. Ainsi se termine « en un finale peu glorieux sa plus indigente contribution au journalisme »,.

### The Jacobite Journal
L'histoire de ce journal, ressemble assez à celle de son prédécesseur : le brillant initial dégénère peu à peu dans la routine de l'éloge décerné aux amis politiques et l'anathème lancé à la presse adversaire.
« Le Journal jacobite » (The Jacobite's journal By John Trott-Plaid, Esq;) est lancé le 5 décembre 1747 sous la forme d'un hebdomadaire de quatre pages, comme d'habitude réparties en un essai substantiel pour éditorial et des rubriques dévolues aux affaires étrangères et à l'actualité nationale, la plupart du temps extraites d'autres journaux et parfois enrichies de commentaires satiriques. S'il n'existe aucun document concernant les émoluments perçus par Fielding, il est désormais avéré que, comme le dénoncent ses adversaires, le gouvernement lui verse des subsides et achète chaque semaine quelques milliers d'exemplaires de sa publication pour une distribution gratis, ce qui explique que la feuille soit la seule à défendre Pelham en de 1747 à 748.
Un certain John Trott-Plaid, jacobite impénitent, prend la plume et explique sa politique et son credo aux lecteurs. Les Jacobites ont pourtant été vaincus en avril 1746, aussi cette pose ironique, qui va se poursuivre pendant les seize numéros à venir, n'est-elle sans doute qu'un prétexte pour stigmatiser les opposants au pouvoir, assimilés par leurs méfaits aux envahisseurs de naguère. Tout adversaire politique devient un nouveau jacobite en puissance ou demeure un héritier larvé de cette pernicieuse mouvance : ironie lourde et forcée, privée de l'étincelante légèreté habituelle à Fielding, dont il a pleinement conscience à en juger par les nombreuses lettres de lecteurs ou, écrit Goldgar, supposés tels.
Autre procédé à peine plus réussi, la pseudo-pédanterie nichée dans de copieux et érudits essais expliquant les prétendus mythes et mystères ésotériques et exotériques du jacobitisme, l'obéissance passive, la conviction qu'un prince papiste saurait défendre une église protestante, etc. Pour ce faire, Fielding se fonde sur l'évhémérisme pratiqué par l'abbé mythographe Antoine Banier dans La Mythologie et les Fables, expliquées par l'Histoire, récemment publié l'éditeur  de Fielding, Andrew Millar. Cependant, ces efforts quelque peu laborieux pour associer politique et humour prennent soudain fin avec le numéro 17 du 26 mars 1746 : Fielding décide, comme il l'écrit, d'« arracher le masque », et, curieusement, abandonne l'ironie pour disserter sur l'actualité du moment, arguant que satire et esprit ne conviennent pas à la gravité des sujets abordés, auxquels il consacre désormais des essais sérieux, précis et documentés, parfois sur des détails tels que le transfert des assises d'été de Aylesbury à Buckingham, mais aussi des événements majeurs comme le traité d'Aix-la-Chapelle. Déjà, s'est introduit dans ses chroniques son « Tribunal de la critique « (Court of Criticism) où il dispense éloge et blâme aux dramaturges, romanciers et poètes, accordant par exemple son approbation au Le Château d'Indolence de James Thomson et à Clarissa de Richardson.
Assez tôt identifié comme l'auteur de cet organe de propagande ministérielle, Fielding a été l'objet d'une vaste campagne injurieuse par la presse d'opposition. Il s'est débattu comme faire se peut, accusant ses détracteurs d'illettrisme, dissertant sur le thème de la diffamation. Parmi ces pourfendeurs s'est trouvé Ralph Allen en personne, son ancien collaborateur et maintenant rédacteur de Remembrancer, soutien du Prince de Galles. Fielding lui répond avec une indulgence ironiquement perfide : dans un pays où, écrit-il en substance, rien n'est fait pour soutenir les hommes de génie, où la production littéraire n'est pas encouragée, la tentation est grande pour l'homme affamé d'assaisonner son propos d'un peu de calomnie afin de remplir son estomac,.
Le dernier numéro du Jacobite's Journal est daté du 5 novembre 1748.

### The Covent-Garden Journal

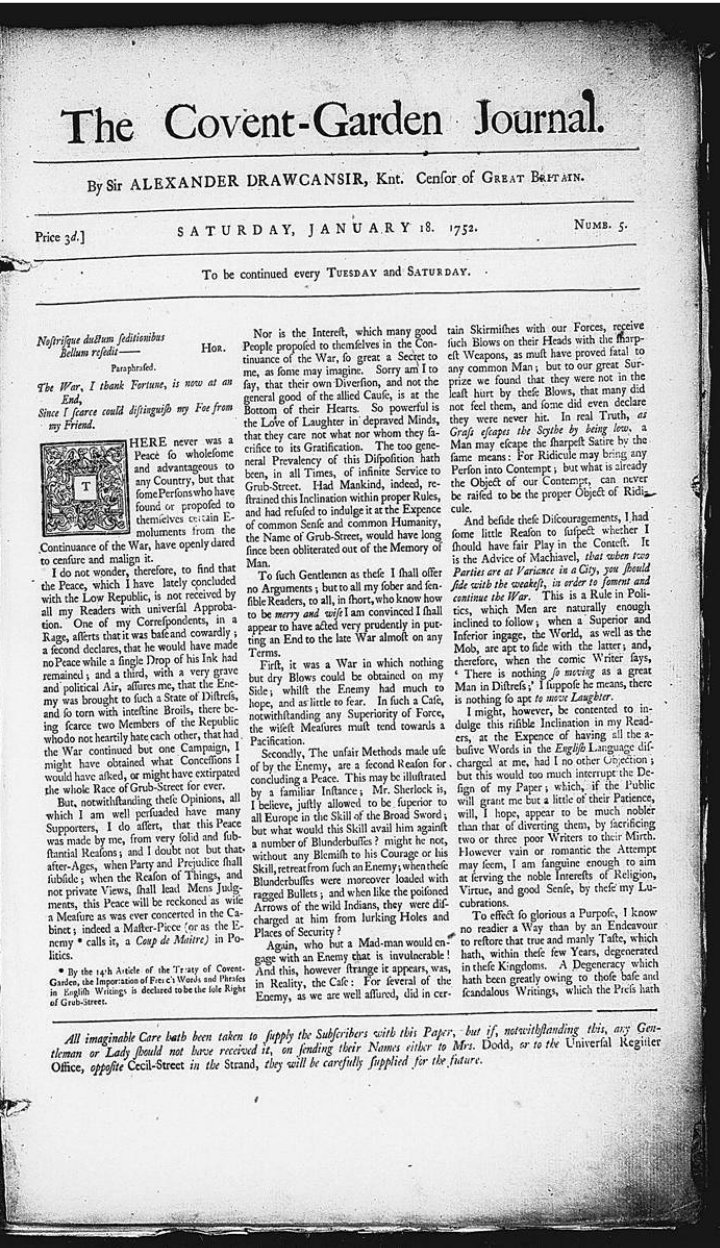
The Covent-Garden Journal, no 5, 18 janvier 1752.

The Covent-Garden Journal a été fondé le 4 janvier 1752 ; revue littéraire bi-hebdomadaire, il a paru pendant la majeure partie de l'année, presque entièrement financé et écrit par Fielding sous le pseudonyme de Sir Alexander Drawcansir, Knt. Censor of Great Britain (« Sir Alexander Drawcansir, Knt., censeur de la Grande-Bretagne ») et prit fin le 25 novembre, devenant de ce fait sa dernière aventure journalistique.
Sa première originalité est qu'elle n'est attachée à aucune cause politique. En revanche, et c'est là sa deuxième originalité, elle a une vocation commerciale puisque destinée à promouvoir le Universal Register Office des frères Fielding. La revue comprend quatre pages, un article de fond ou une lettre émanant d'un contributeur, puis une plus petite colonne consacrée à Covent Garden, en général relayant les affaires judiciaires traitées par Fielding dans l'intervalle des numéros, suivie de quelques nouvelles trouvées dans d'autres journaux, souvent assorties d'un commentaire ironique ; enfin, au moins dans dix-sept des soixante-douze numéros, une page intitulée Court of Censorial Enquiry. Selon Bertrand A. Goldgar, la plus remarquable de toutes ces rubriques est celle dite Covent Garden, car Fielding met toute son ironie à traiter des cas individuels, tout en essayant de se donner une image de bon juge de paix, et s'en sert comme tribune éditoriale pour discuter de délinquance et de criminologie.

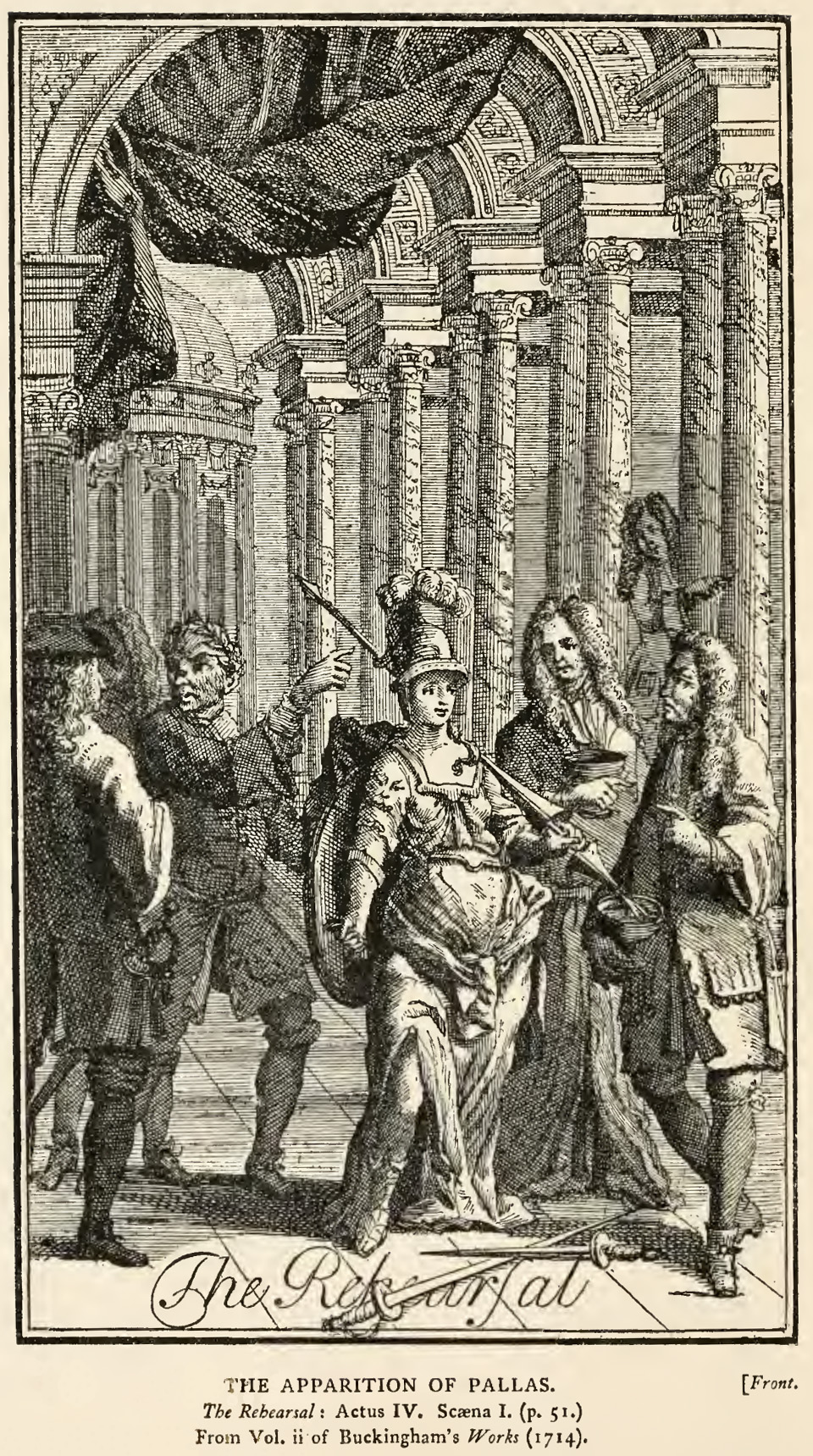
La Répétition, Acte IV scène 1 : apparition de Pallas.

Fielding se veut aussi censeur et sous son pseudonyme emprunté à La Répétition (The Rehearsal, 1671), de Buckingham, il se donne un ample champ d'exploration. Ce rôle de censeur que Fielding réserve à sa colonne Covent Garden a vite envahi les autres rubriques, y compris les éditoriaux, et couvre toute l'actualité événementielle, sociale et intellectuelle. Ainsi, il arrive qu'un événement précis donne naissance à des essais développés, par exemple deux traitant des insuffisances de la loi sur l'adultère, celui concernant l'affaire de la parricide Mary Blandy (1751), un autre sur une nouvelle loi destinée à la suppression des maisons de tolérance (bawdy houses), ou encore celui relatif aux accusés atteints de folie, ou encore une parodie burlesque sur la rigidité des règles d'admission à l'Hôpital psychiatrique Saint-Luc (St Luke's Hospital for Lunatics), fondé en 1751.
Les éditoriaux du Covent-Garden Journal tendent à se focaliser sur des problèmes de sociologie morale, avec des essais sur la pauvreté, les relations entre liberté et loi de la populace (mob rule), ou encore la mise en pratique d'idées politiques nées de cerveaux illettrés fréquentant les associations de débats contradictoires (debating societies). L'arme de Fielding est une ironie à la Swift,. En revanche, la colonne intitulée Court (« La Cour ») se préoccupe davantage de littérature et de théâtre, mais ne s'étend que sur environ un tiers de l'espace du journal.

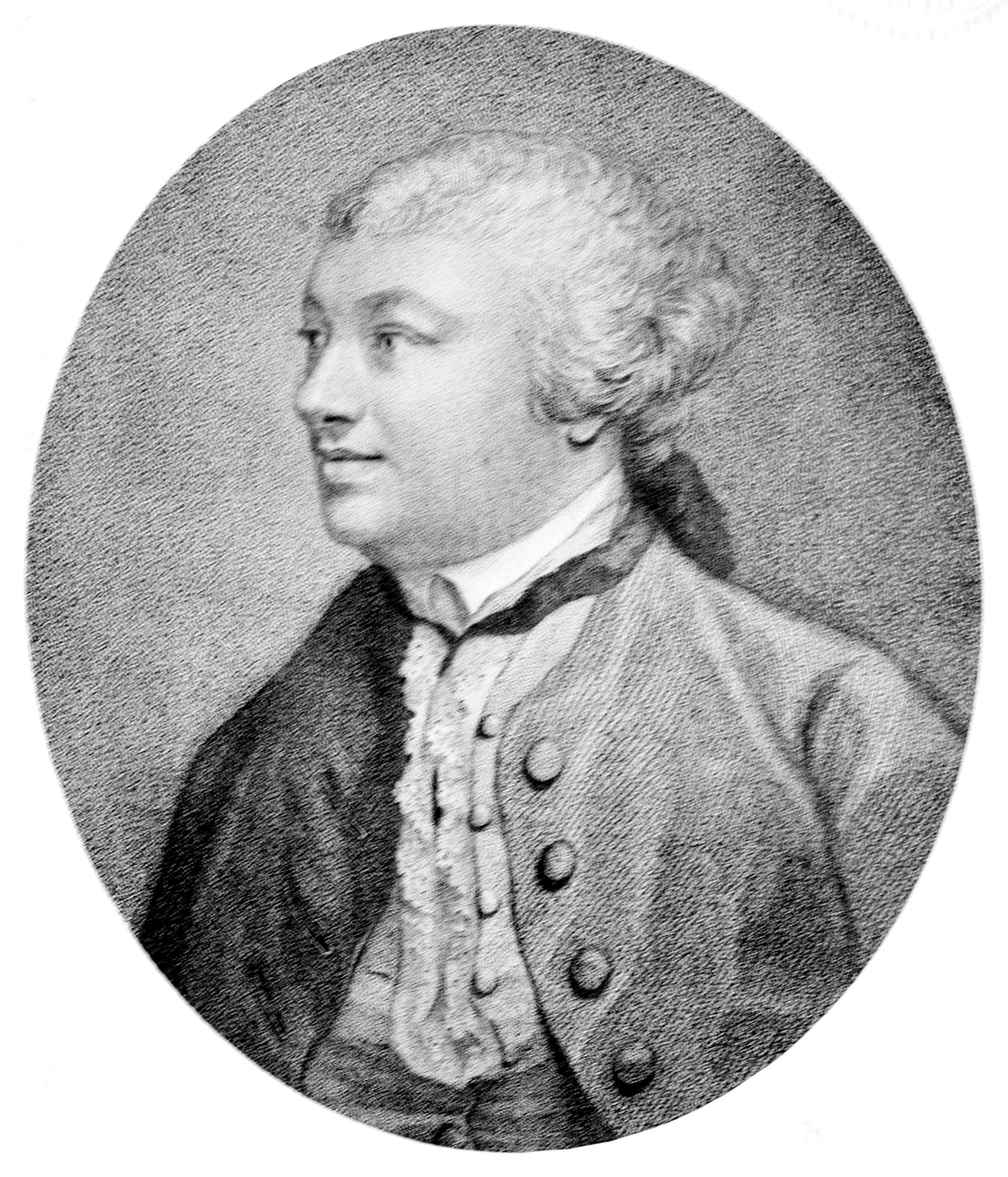
John Hill.

Les onze mois du journal sont secoués de controverses souvent très rudes, chacune provoquée par une initiative de Fielding. Dans la première, le journaliste prêchant la prudence comme vertu cardinale dans ses deux grands romans, se montre particulièrement imprudent et même provocateur ; dans la seconde, c'est le sujet abordé qui crée la polémique.
Le Covent-Garden Journal est l'instigateur de la « Guerre du papier » de 1752-1753 qui oppose nombre de critiques et d'auteurs après que Fielding a violemment attaqué dès le premier numéro « les écrivaillons des armées de Grub Street »,, c'est-à-dire, selon le Dictionary de Samuel Johnson, « […] d'abord une rue […] habitée par des écrivains de médiocres histoires, dictionnaires et poèmes éphémères, […] production de mauvaise qualité dite de « grubstreet » »,,. Si cette bataille, d'abord menée à des fins commerciales pour stimuler les ventes et destinée au seul John Hill, botaniste apothicaire et chroniqueur, la notoriété des participants, l'abondance des essais, poèmes, pamphlets qui lui sont consacrés, la violence des débats surtout, font qu'elle dépasse de loin les intentions de Fielding et constitue l'un des événements les plus marquants de la vie littéraire de l'époque.
John Hill est le premier à répondre en critiquant Amelia amplement promue par le journal, et le 15 janvier, Smollett intervient avec un pamphlet intitulé « Récit fidèle des basses et inhumaines techniques récemment pratiquées sur le cerveau de Habbakuk Hilding, juge de paix, […] qui repose désormais dans sa maison de Covent Garden dans un état de folie avancée, terrifiant monument à la fausse amitié et à la tromperie »,. L'attaque contre Fielding est vicieuse, l'accusant de vol, de plagiat, de conduite scandaleuse, de lubricité, et se gaussant de son mariage avec Mary Daniels, insinuant enfin que le périodique n'a été créé qu'à des fins politiques pour promouvoir les ambitions de George Lyttelton.
Fielding, lassé par le tour trop personnel de la polémique, finit au bout de cinq numéros par s'extirper du piège en abandonnant la partie, mais la guerre continue sans lui pour s'éteindre en 1753, sans que personne puisse se prévaloir de la victoire.
Autre polémique, l'affaire dite « Meanwell »: un jugement prononcé par Fielding en 1749 en tant que juge de paix donne naissance à la rumeur selon laquelle il est payé pour prendre la défense des bordels. Trois années plus tard, une lettre émanant d'un certain Humphry Meanwell présente certaines objections à la loi Disorderly House Act (25 Geo. II, c. 36) qui entend supprimer les maisons closes, chasser les prostituées du territoire de la Grande-Bretagne et  pose la question de savoir si l'Hôpital des enfants trouvés (Foundling Hospital) n'est pas destiné à recueillir les fruits des amours illicites des grands du royaume,. Le public ne tarde pas à soupçonner Fielding d'en être l'auteur, d'autant qu'il la publie le 22 juin dans la colonne Covent Garden de son périodique, assortie d'un commentaire très favorable.
Fielding revient sur l'affaire dans le Covent-Garden Journal du 1er août où il publie un commentaire ironique prétendant que la rumeur l'a rendu fort populaire auprès des dames de joie ; puis il ajoute un paragraphe se voulant moralisateur, mais contenant une nuance de compassion. Selon Battestin, Fielding laisse entendre qu'il n'est pas insensible au sort des femmes qui en sont victimes et qu'il leur témoigne la même sollicitude que celle dont il a fait preuve dans ses romans à l'égard des plus pauvres. Bertelsen y décèle « une fascination rampante pour le plus vieux métier du monde […] oscillant entre l'indignation et la sympathie, l'humour et la lubricité »,.

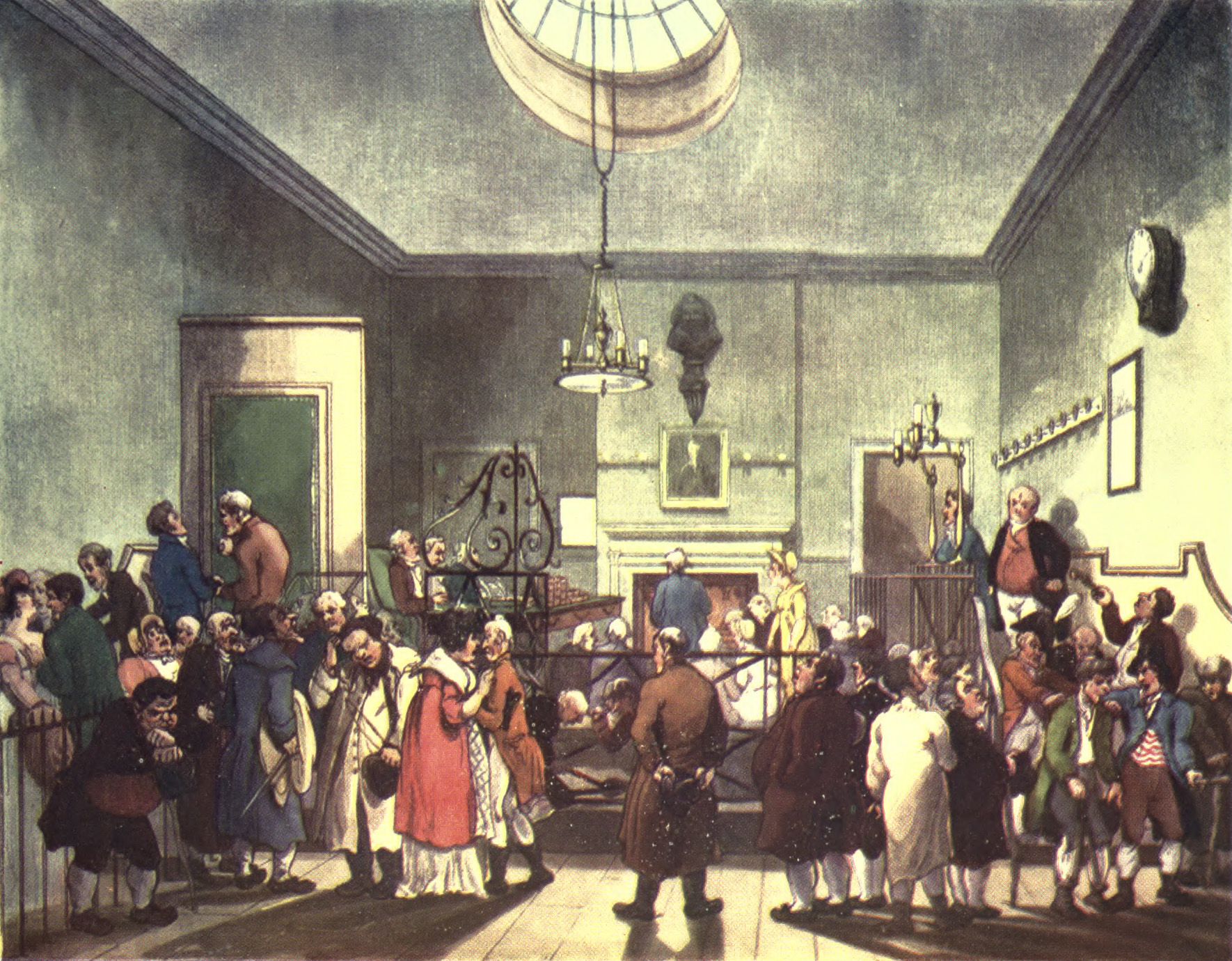
Le tribunal du 4 Bow Street (Rowlandson et Pugin, 1808).

Après cette deuxième guerre, le périodique se préoccupe de sujets d'actualité consensuels, mais avec le même ton ironique, acerbe et sarcastique. Fielding, cependant, reste d'humeur sombre, se sent malade et, à partir du mois de juillet, les ventes chutent ; le 4, il décide de le rendre hebdomadaire : la publicité s'en fait d'autant plus rare et les colonnes se rétrécissent à de brefs comptes rendus factuels des affaires judiciaires en cours. Dans le numéro 72, Fielding annonce :
« I shall here lay down a paper which I have neither inclination nor leisure to carry on any longer. »
« Et j'arrête ici un journal que je n'ai plus le cœur ni le temps de poursuivre plus longtemps. »
Ainsi disparaît The Covent-Garden Journal le 25 novembre 1752. Curieusement, Fielding continue de le corriger et de l'amender. Sans doute avait-il pris sa mission de « Lord Censeur de la Grande-Bretagne » (Knight Censor of Great-Britain) très à cœur, et considérait-il que ses efforts dans ce domaine valaient d'être mis à la disposition de « ceux qui ne m'ont jamais connu ni même vu, et que je ne connaîtrai ni ne verrai jamais »,.

## Les journaux «moins sûrs» (Goldgar)

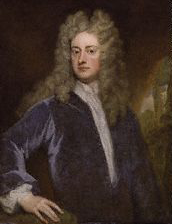
Joseph Addison par Sir Godfrey Kneller, Bt.
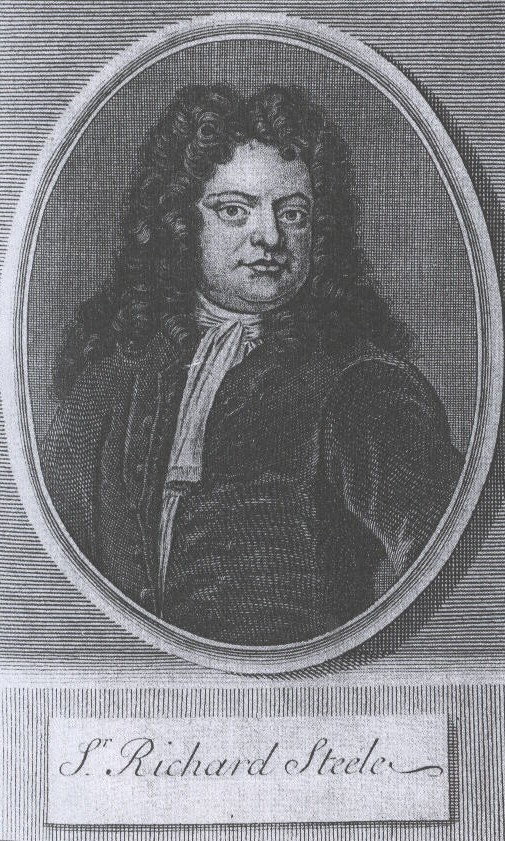
Richard Steele.
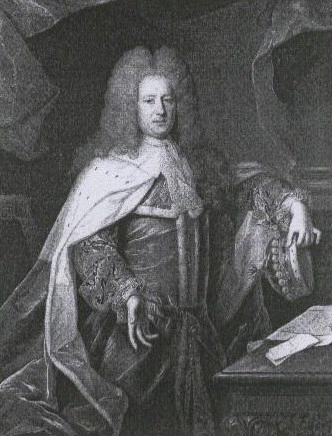
Henry St. John, vicomte Bolingbroke par Alexis Simon Belle.
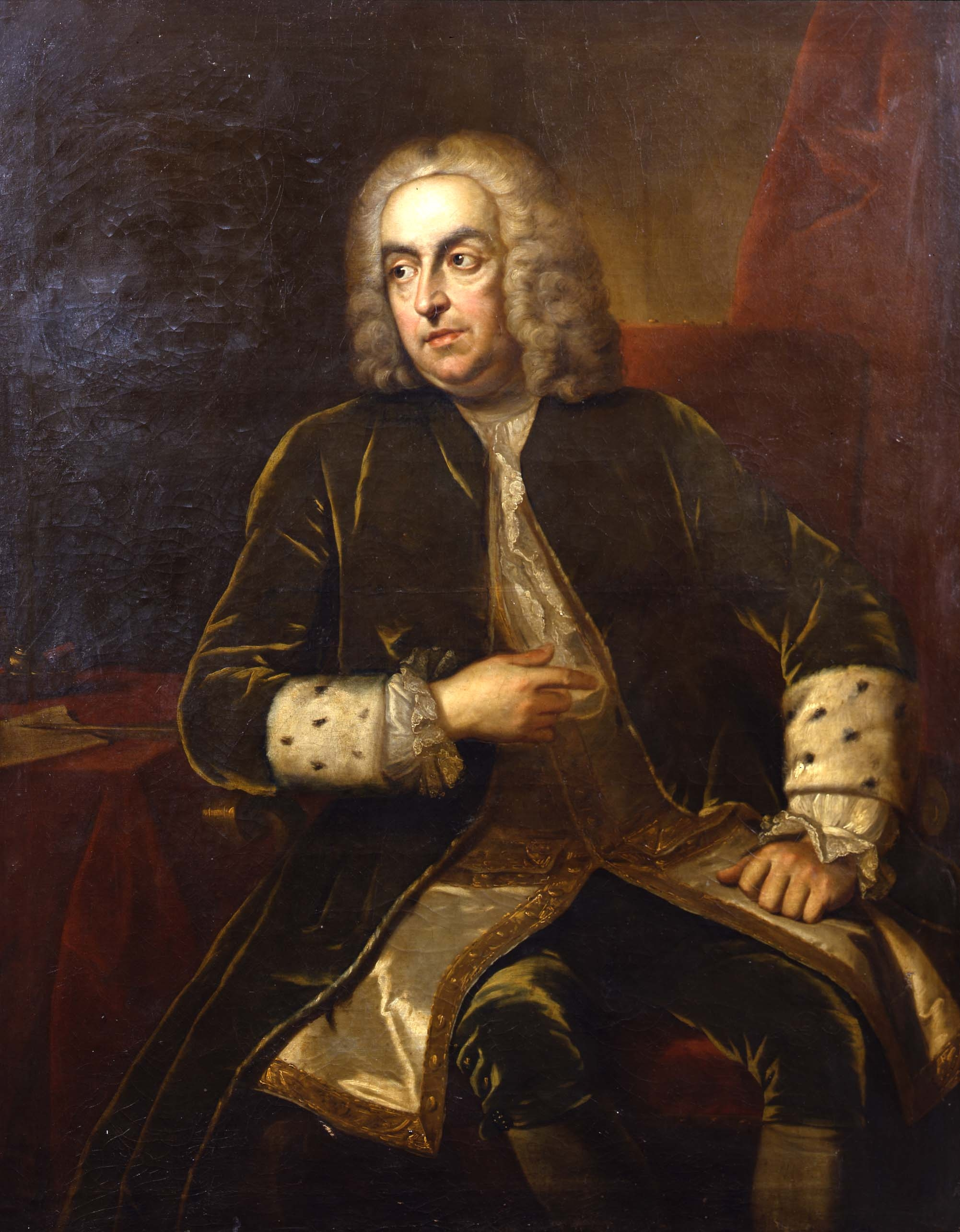
William Pulteney (1er comte de Bath).
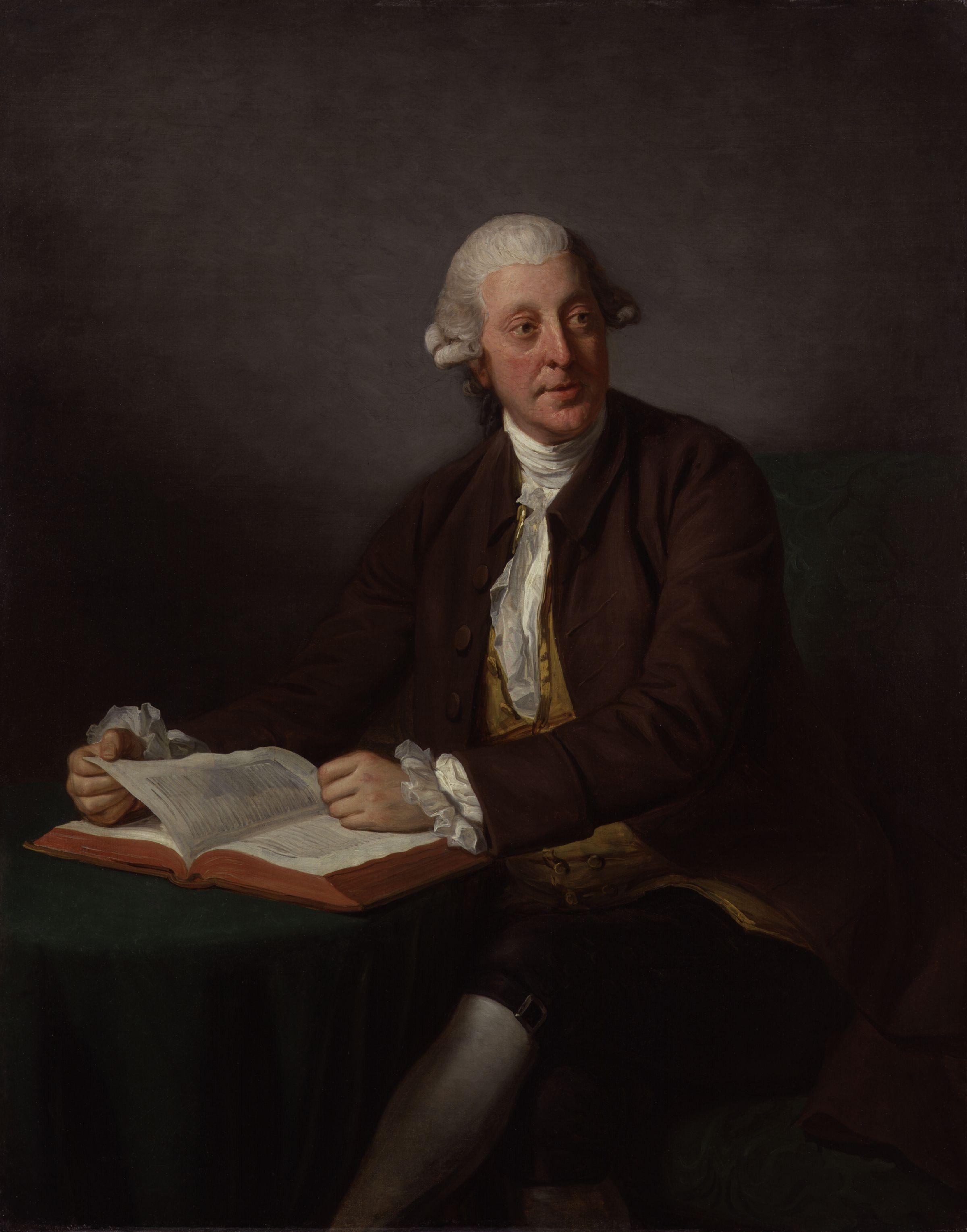
Arthur Murphy par  Nathaniel Dance,

À vrai dire, c'est le seul Martin Battestin qui affirme la collaboration de Fielding à diverses autres publications, non qu'il ait forcément tort, mais d'autres critiques comme Goldgar et Lockwood sont d'avis que les preuves manquent pour corroborer cette certitude, soit parce que les documents ont disparu, soit parce que l'auteur a usé de pseudonymes restés indéchiffrés. D'autre part, il existe une réelle difficulté à démêler l'identité réelle et séparée des journaux en cause, car nombre d'entre eux sont issus les uns des autres ou ont changé de nom en cours de route. Il arrive même qu'une dénomination recouvre deux publications différentes, souvent rivales, et savoir dans laquelle Fielding aurait le cas échéant publié des articles ou des essais reste un sujet de débats pratiquement insoluble. Ainsi en est-il de The Crafstman ou The Country Journal ou encore The Craftsman or The Craftsman: Being a Critique on the Times, l'un des organes de presse les plus virulents contre Walpole, et aussi l'un des plus lus par les gens en place. Inauguré en décembre 1726 par Henry St. John, vicomte Bolingbroke et William Pulteney, futur comte de Bath, qui en sont les principaux contributeurs sous le pseudonyme de Caleb D'Anvers of Gray's Inn, Esq., il accueille aussi  des hommes de lettres renommés tels Arbuthnot, Swift, Pope et Gay, encore que leurs contributions restent sujettes à caution. Martin Battestin est d'avis que Fielding doit être compté parmi eux de 1734 à 1739, mais Thomas Lockwood conteste sa classification. La question se complique quand il apparaît qu'en 1737-1739 deux publications rivales portent le même titre, lune intitulée The Country Journal: or, the Original Craftsman et publiée par Thomas Hinton, l'autre, Craftsman qui a commencé sa carrière en décembre 1749 avec Nicholas Amhurst comme rédacteur.
Après une éclipse, Arthur Murphy reprend le journal et change le titre en Gray's-Inn Journal . Le décès de Caleb D'Anvers est annoncé et lui succède Joseph D'Anvers, Esq. L'orientation devient moins politique et se tourne avec humour et esprit vers les lettres et les mœurs dans la tradition d'Addison et Steele avec le Tatler et le Spectator ou de Fielding dans The Covent-Garden Journal,. Les tribulations se poursuivent avec des retours et des abandons des titres originaux sans qu'il soit clairement établi si et où Fielding a apporté sa  ou ses contributions, quelque quarante essais selon Battestin, aucun selon Aycock.
D'après Battestin, Fielding aurait également contribué au Mist's Weekly Journal, (« Le Journal de Mist [brume] »), auquel succède le Fog's Weekly Journal (Le Journal de Fog [brouillard] »), au Comedian, et à l' Universal Spectator . Le premier, lui-même prenant la suite de The Weekly Journal, est la propriété de Mr Nathaniel Mist, ancien marin reconverti dans l'édition, Sa publication est l'une des plus populaires dans la presse d'opposition tory jusqu'à sa dernière parution en 1737, puis, une fois devenu Fog's Weekly Journal , changement de nom humoristique fort apprécié du public, il ajoute à ses colonnes nombre de comptes rendus et de critiques littéraires attirant l'attention des écrivains.

#### Œuvres de Fielding
- (en) Henry Fielding et William Ernest Henley (compliateur), The Complete Works of Henry Fielding, New York, Croscup & Sterling co., 1902.
- (en) Henry Fielding et L. J. Morrissey (compilateur), Works, Berkeley, University of California Press, 1970.
- (en) Henry Fielding et Henry Knight Miller (compilateur), Miscellanies, vol. 1, Oxford, Oxford University Press, 1972.

#### Ouvrages généraux
- (en) Michael Stapleton, The Cambridge Guide to English Literature, Londres, Hamlyn, 1983, 993 p. (ISBN 0-600-33173-3).
- (en) Claude Rawson, The Cambridge Companion to Henry Fielding, Cambridge, Cambridge University Press, 2007, 202 p. (ISBN 978-0-521-67092-0 et 0-521-67092-6).
- (en) Austin Dobson, Fielding, Echo Library, 2007 (ISBN 978-1-4068-2562-6 et 1-4068-2562-X).

#### Ouvrages spécifiques

##### Vie de Fielding
- (en) F. Home Dudden, Henry Fielding : his Life, Works and Times, Hamden, Conn., Archon Books, 1966.
- (en) Wilbur Cross, The History of Henry Fielding, New Haven, Yale University Press, 918.
- (en) Martin Battestin et Ruthe Battestin, Henry Fielding : a Life, Londres, Routledge, 1993.
- (en) Arthur Murphy, The Works of Henry Fielding, Esq., vol. 4, Londres, 1762, « Essay on the Life and Genius of Henry Fielding, Esq. ».
- (en) G. J. Raussen, Henry Fielding, Londres, Routledge and Kegan Paul, coll. « Profiles in Literature », 1968, 162 p..

##### Carrière journalistique de Fielding
- (en) Thomas Raymond Cleary, Henry Fielding, political writer, Waterloo, Canada, Wilfrid Laurier University Press, 1984, 347 p. (ISBN 0-88920-131-5)
- (en) Michael Harris, London Newspapers in the Age of Walpole, Londres et Toronto, Associated University Presses, 1987.
- (en) Henry Fielding, The Covent Garden Journal, New Haven, Yale University Press, 1915 (OCLC 61604460).
- (en) Henry Fielding, The Covent-Garden Journal and A Plan of the Universal Register-Office, Oxford, Clarendon Press, coll. « The Wesleyan Edition of the Works of Henry Fielding, éd. Bertrand Goldgar », 15 décembre 1988, 517 p. (ISBN 978-0-19-818509-3)
- (en) Michael Harris, « Literature and Commerce in Eighteenth Century London: The Making of the Champion », dans J. A Downie et Thomas N. Corns, Telling People What to Think, Londres, Frank Cass, 1993.
- (en) Lance Bertelsen et Clement Hawes, Christopher Smart and the Enlightenment, New York, NY, St. Martin's, 1999, 308 p. (ISBN 0-312-21369-7), « Neutral Nonsense, neither False nor True: Christopher Smart and the Paper War(s) of 1752–53 ».
- (en) Bertrand A. Goldgar, The Cambridge Companion to Henry Fielding, Cambridge, Cambridge University Press, 2007, 2002 p. (ISBN 978-0-521-67092-0 et 0-521-67092-6), « Fielding's Periodical Journalism », p. 109-121.

##### Recueils d'essais et d'articles
- (en) R. Paulson (éditeur), The Critical Heritage, Londres, Routledge and Kegan Paul, 1969, 453 p., « Henry Fielding ».
- (en) R. Paulson (éditeur), A Collection of Critical Essays, New Jersey, Prentice Hall, coll. « Twentieth Century Views », 1962, 185 p., « Fielding ».
- (en) I. Williams (éditeur), The Criticism of Henry Fielding, Londres, Routledge and Kegan Paul, 1970, 377 p. (recueil d'essais par Fielding sur son art).
- (en) Louis Gondebeaud et Robert Ferrieux, Tom Jones, Pau et Perpignan, Université de Pau et des pays de l'Adour et Université de Perpignan Via Domitia, coll. « Cours de CAPES et d'Agrégation d'anglais », 1981, 104 p.

### Citations originales de Fielding
1. ↑  « hath the utmost Indifference for all Writers, and the greatest Contempt for any Good or Harm which they can do him ».
2. ↑  « pull off the mask ».
3. ↑  « hack-writers of Grub Street »
4. ↑  « Are none but the bastards of our great-ones to have the benefit of it? ».

### Citations originales des commentateurs
1. ↑  « well adapted to the curiosity and capacity of most persons ».
2. ↑  « a feeble finale to [his] most feeble effort in journalisme ».
3. ↑  « originally […] a street [...] inhabited by writers of small histories, dictionaries, and temporary poems, whence any mean production is called grubstreet ».
4. ↑  « A Faithful Narrative of the base and inhuman Arts that were lately practised upon the Brain of Habbakuk Hilding, Justice […] who now lies at his own House in Covent-Garden, in a deplorable State of Lunacy; a dreadful Monument of false Friendship and Delusion »
5. ↑  « seems to reveal a lurking fascination with the oldest profession […] oscillating between outrage and sympathy, humor and lechery ».